# Kubilay Aydın
Kubilay Aydın (* 30. Dezember 1975 in Uzunköprü) ist ein ehemaliger türkischer Fußballtorhüter und -trainer.

## Spielerkarriere

### Verein
Aydın kam in der ostthrakischen Kleinstadt Uzunköprü auf die Welt und begann hier in der Jugend von diversen Amateurvereinen mit dem Vereinsfußball. 1993 wurde er beim damaligen Drittligisten Babaeskispor als Amateurspieler am Training der Profimannschaft beteiligt und gehörte wenig später zum Kader. Am 21. März 1993 gab er in einer Ligapartie gegen Tekirdağspor sein Profidebüt und spielte bis zum Saisonende in zwei weiteren Ligaspielen. In der nächsten Saison eroberte er zur Rückrunde den Stammtorhüterposten und behielt diesen.
Durch seine Leistungen fiel er dem Zweitligisten Edirnespor auf und wechselte mit einem Profivertrag ausgestattet zu diesem Verein. Auch hier kam er in seiner ersten Saison zu sporadischen Einsätzen und eroberte erst in den zweiten Saison einen Stammplatz. So wurde er auch für die Türkische U-21-Nationalmannschaft entdeckt und zählte wenig später zu deren Stammformation.
Durch seine Tätigkeit in der Türkischen U-21-Nationalmannschaft wurden auch mehrere Erstligisten auf ihn aufmerksam. Der Hauptstadtverein Gençlerbirliği Ankara reagierte am schnellsten und verpflichtete Aydın zum Sommer 1996. Bei diesem Verein eroberte er schnell einen Stammplatz und behielt diesen nahezu über die gesamte Saison.
Hier wurde er einer der Hauptakteure eines der legendärsten Spiele der türkischen Fußballgeschichte. In der Pokalbegegnung zwischen Gençlerbirligi Ankara und Galatasaray Istanbul endete die reguläre Spielzeit 1:1. Nachdem das Resultat auch in der Verlängerung sich nicht änderte, wurde die Begegnung per Elfmeterschießen entschieden. Dieses Elfmeterschießen entwickelte sich zu einem der längsten der Fußballgeschichte. Hier gelang es lange Zeit allen Elfmeterschützen zu treffen und den beiden Torhütern Aydın und Hayrettin Demirbaş gelang es nicht, einen Elfmeter zu halten. So entwickelte sich das Elfmeterschießen bis zu einem 16:16. Anschließend trat İlyas Kahraman zum 17. Elfmeter für sein Team an und verschoss. Nachdem anschließend Osman Coşkun für Gençlerbirligi verwandelte, schied Galatasaray aus. Beide Torhüter rechtfertigten sich damit, dass auch der Torhüter der anderen Mannschaft keinen Elfmeter halten konnte. In der zweiten Saison bei den Hauptstädtern absolvierte Aydın 15 Ligaspiele und war nicht mehr gesetzt. Vielmehr verlor er seinen Stammplatz an Hasan Sönmez, eroberte ihn zurück und verlor ihn erneut an Sönmez.
Mit dem Ablaufen seines Vertrags mit Gençlerbirligi verließ er diesen Verein und heuerte beim Zweitligisten Konyaspor an. Bei diesem Verein spielte er drei Jahre, wobei er seinen anfänglichen Stammplatz verlor und am Ende nur Ersatztorhüter war. Die nachfolgenden Spielzeiten spielte er fast ausschließlich bei diversen Zweit- und Drittligisten. In der Drittligaspielzeit 2006/07 wurde er mit Kartalspor Vizemeister der TFF 2. Lig und stieg so in die TFF 1. Lig auf. Dennoch verließ er zum Saisonende diesen Verein und heuerte beim Drittligisten Küçükköyspor an. Die Spielzeit 2008/09 verbrachte er bei diesem Verein und beendete zum Saisonabschluss seine Fußballerkarriere.

### Nationalmannschaft
Aydın wurde zu seiner Zeit bei Edirnespor das erste Mal für die Türkische U-21-Nationalmannschaft nominiert und gehörte die nachfolgenden zwei Jahre zu den regelmäßig nominierten Spielern. Er absolvierte insgesamt sieben U-21-Länderspiele.
Mit der olympischen Auswahl der türkischen Nationalmannschaft nahm er 1997 an den Mittelmeerspielen teil und gewann die Silbermedaille.

## Trainerkarriere
Im Sommer begann er beim Viertligisten Fatih Karagümrük SK als Torwarttrainer zu arbeiten.

## Erfolge
Mit Kartalspor
- Vizemeister der TFF 2. Lig und Aufstieg in die TFF 1. Lig: 2006/07

Mit olympischer Auswahl der Türkei
- Silbermedaille Mittelmeerspiele: 1997